# Batalha de Emesa
A Batalha de Emesa foi travada em 272 entre as forças do Império Romano e as do Império de Palmira. Os romanos eram liderados pelo imperador Aureliano ao passo que os palmirenos tinham à frente a rainha Zenóbia e o general Zabdas.

## Contexto
Aureliano iniciou uma campanha para reconquistar o rebelde Império de Palmira, que era liderado por Vabalato e sua mãe, a rainha Zenóbia. A princípio, ele desejava demonstrar sua misericórdia aos cidadãos romanos da região e já havia conseguido derrotar Zenóbia na Batalha de Imas, perto de Antioquia, obrigando-a a fugir, com Zabdas, para Emesa (moderna Homs, na Síria).

## Batalha
Romanos e palmirenos se enfrentaram novamente numa planície à frente de Emesa. Como em Imas, a cavalaria pesada palmirena (os clibanários) era superior à romana. Porém, os clibanários acabaram se dispersando numa perseguição aos cavaleiros romanos, separados, acabaram massacrados pela infantaria romana. De acordo com Zósimo, as unidades da Judeia, com suas maças, aniquilaram os cavaleiros palmirenos[a].

## Resultado
Zenóbia refugiou-se em Emesa e fugiu depois para Palmira, mas deixou para trás seu tesouro. Aureliano depois conquistou Palmira e obrigou Zenóbia a fugir para a Pérsia, mas ela foi capturada perto do Eufrates. Aureliano, depois de paradeá-la por Roma, poupou-a.